# 2011年夏季世界大学生运动会瑞士代表团

瑞士代表团旗帜

2011年夏季世界大学生运动会瑞士代表团一共104人。

## 奖牌榜
| 名次 | 代表团 | 金牌 | 银牌 | 铜牌 | 总数 |
| ---- | ------ | ---- | ---- | ---- | ---- |
| 34   | 瑞士   | 1    | 3    | 1    | 5    |

## 奖牌获得者

### 金牌
1. 自行车公路赛男子160公里：奥博霍尔泽

### 银牌
1. 自行车公路赛男子160公里：施切林
2. 男子山地自行车：希尔奥维-比赛尔
3. 自行车-男子30公里场地个人计分赛：奥伯赫泽尔

### 铜牌
1. 女子山地自行车：梅兰妮-盖尔